# Cassandra (TV-serie)
Cassandra är en tysk dramaserie som hade premiär på strömningstjänsten Netflix den 6 februari 2025.

## Handling
Serien kretsar kring det äldsta smarta hemmet i Tyskland som har stått tomt sedan ägarna dog under mystiska omständigheter för över 50 år sedan. När Samira flyttar in med sin familj vaknar det elektroniska hushållshjälpmedlet Cassandra upp från sin decennielånga dvala.

## Rollista (i urval)
- Lavinia Wilson: Cassandra
- Mina Tander: Samira Prill
- Michael Klammer: David
- Franz Hartwig: Horst Schmitt
- Mary Tölle: Juno Prill
- Joshua Kantara: Fynn
- Elias Grünthal: Peter
- Filip Schnack: Steve